# Малецький Фінеес Аронович
Фінеес (Пінахас) Аронович (дав-євр. פינחס בן אהרן מלאצכיי; пол. Feliks Malecki; лит. Feliksas Maleckis; нар. 1854, Троки, Віленська губернія, Російська імперія — пом. 13 квітня 1928, Вільнюс, Віленське воєводство, Польща) — старший газзан, вчений, вчитель, настоятель та народний діяч литовських караїмів.

## Життєпис
Народився 1854 року в Троках. Син освітченого батька Арона Абрамовича Малецького та учень трокского газзана Ананія Давидовича Абковича. Закінчив курс Трокського повітового училища. Був караїмським учителем (з 1890 року) і старшим газзаном в містах Троки (з 1892 року) і Вільно і в свій час (1894-1902) виконував посаду Трокского караїмського гахама (патріарха). У 1893 році брав участь в IX Археологічному з'їзді у Вільно і 12 серпня приймав його учасників в Трокскій кенасі, за що отримав подяку від голови з'їзду графині Уварової. У 2-ій половині XIX століття належав до євпаторійському міщанства. У 1902 році «під напором ворожих сил місцевого караїмського товариства» переїхав до Вільно. У 1907 році вступив на службу цензором літератури давньоєврейською мовою в Віленський комітет у справах друку. У 1911 році очолив Комітет з будівництва кенаси у Вільно. У 1914 році через початок війни покинув Вільну і повернувся назад тільки в 1923 році.
Серед сучасників Малецький значився одним з небагатьох найосвітченіших і найрозвиненіших фахівців з караїмських питань. Він же став обдарованим народним учителем й проповідником і зіграв величезну роль в справі виховання в караїмською дусі декілька поколінь в північно-західному краї. У 1927 році виступав проти обрання С. М. Шапшала на пост гахама польсько-литовських караїмів.
Наукових праць не залишив. За свідченням Тадеуша Ковальського, володів кримськотатарською й османською мовами.
Помер 13 квітня 1928 року в Вільно.

## Суспільна діяльність
Основні пункти в діяльності Финеєса Малецького:
- знайшов кошти на будівництво кенаси в мавританському стилі, громадського будинку та школи в місті Вільно, а також на будівництво та відкриття в 1897 році в Троках школи, утримання її вчителів, реставрацію трокської кенаси[9] і приведення в порядок старовинного кладовища в Троках[8];
- виділив кошти на видання в місті Вільно караїмських книг під своєю редакцією:
  - молитовників давньоєврейською мовою в 4-ох частинах «Сіддур ха-тефіллот ке-мінхаг ха-караїм» (дав-євр. סדור התפלות כמנהג הקראים Молитовна книга з обряду караїмів) в 1891-1892 році, передрукованих з Віденського видання 1854 року зі деякими змінами на кошти купця Я. І. Шишмана[8][6];
  - «Рунне Фаллет» (дав-євр. רני פלט Пісні спасіння; вид. 1890) — збірник літургійних творів караїмських авторів на день Великого посту (Йом Кіпур) — в перекладі Малецького на наріччя литовських караїмів;
  - «Седер Галлель гаккатан. Славослів'я на пасху за обрядом караїмів» (дав-євр. הלל הקטן כמנהג בני מקרא Мале славослів'я за обрядом караїмів; вид. 1900) — великодня агада в перекладі на «татарське наріччя» Ф. А. Малецького[6][12];
  - «Молитви караїмів „Глас Якова“» (дав-євр. קול יעקב; вид. 1910) в перекладі російською мовою від Я. А. Пенбека в 2-х частинах (1-ша частина — на весь рік; 2-га частина — на «Йом-Кіпур» — «День всепрощення» (Великий піст)[3];
  - «Порядок молитви з нагоди заснування караїмської кенеси в місті Вільно в літо від створення світу 5672» (вид. 1911)[13][14].

## Сім'я
Батько — Арон Абрамович Малецький, мати — Естер Йосипівна. Брати — Йогонадав та Йосип, сестра — Естер-Менуха. Відомо, що старший брат Финеєса, Йогонадав, служив у свій час наглядачем у Чуфут-Кале.
Дружина — Марія Яків-Семенівна Лаврецька (? — 1913, Вільно), уродженка Трок. Її сестра Надія була матір'ю радянського розвідника-нелегала і вченого-латиноамериканісти І. Р. Григулевича.
Фінеес Малецький мав п'ятеро дітей: Якова (1889-1952), Йосипа, Олександру (в заміж. Міцкевич), Михайла та Віру (в заміж. Никифорова). Брати Йосип (1901-1961) та Михайло (1903-1943) Малецький були учасниками Німецько-радянської війни.
- Внучка — Лідія Борисівна Никифорова (1933—2011), скрипалька, викладач і концертмейстер Санкт-Петербурзької консерваторії[22].